# Andrena gordoni
Andrena gordoni är en biart som beskrevs av Ribble 1974. Andrena gordoni ingår i släktet sandbin, och familjen grävbin. Inga underarter finns listade i Catalogue of Life.